# Aljoscha Grabowski
Aljoscha Grabowski (* 23. August 1982 in Hanau) ist ein deutscher Volleyball- und Beachvolleyballspieler.

## Karriere Halle
Grabowski begann 1995 mit dem Hallenvolleyball in seiner Heimatstadt bei der TG Hanau. Seit 2000 spielte der Außenangreifer in der zweiten Bundesliga beim Volleyball-Internat Frankfurt, bei der SG Rodheim und in der zweiten Mannschaft des VfB Friedrichshafen, wo er 2003 Meister der 2. Bundesliga Süd wurde. Von 2004 bis 2007 war er bei den Schweizer Erstligisten TV Amriswil und CS Chênois Genf aktiv. Seit 2007 spielt Grabowski wieder bei seinem Heimatverein TG Hanau in der Regionalliga und in der Oberliga.

## Karriere Beach
2002 begann Grabowski mit dem Beachvolleyball. Von 2006 bis 2009 spielte er mit Christopher Schieck auf der Smart Beach Tour und anderen nationalen Turnieren. Bei den deutschen Meisterschaften in Timmendorfer Strand belegten Grabowski/Schieck 2008 Platz neun. Von 2012 bis 2013 war Paul Becker sein Partner, mit dem er bei den deutschen Meisterschaften 2012 und 2013 jeweils den siebten Platz erreichte.

## Berufliches
Grabowski ist Journalist und arbeitet als Online-Filmredakteur für einen Weblog.